# Соняшник (журнал)
«Соняшник» — дитячий журнал, що видається з 1991 року щомісячно, інколи виходить двомісячник. В журналі друкуються цікаві головоломки для дітей, завдання з англійської мови, вірші українських поетів, дитячі оповідання, комікси, інтерв'ю із сучасними українськими письменниками, художниками, поетами та ін. Наприкінці 2009 року Київська міська рада видала рішення щодо позбавлення права оренди та виселення з приміщень на вулиці Богдана Хмельницького, 51-А. Судова тяганина триває досі .

## Виселення
Разом із «Соняшником» наприкінці 2009 року були рішення про виселення Всеукраїнського державного спеціалізованого видавництва «Українська енциклопедія» ім. М.Бажана, редакції дитячого журналу «Соняшник», пошуково-видавничого агентства «Книга пам'яті України», головної редакції Зводу пам'яток історії та культури. Дані приміщення пропонувалося віддати в оренду з подальшою приватизацією приватного фонду «Здоров'я майбутнього».
Українська інтелігенція виступила проти даного рішення. Зокрема на захист видань та видавництв виступили народний депутат України Володимир Яворівський, а також поет, громадський діяч Іван Драч, герой України, поет, громадський діяч Дмитро Павличко, заслужений діяч мистецтв України Павло Мовчан. Судова тяганина триває досі.
З 2007 року журнал припинив виходити. Останніми головними редакторами видання були письменниці та журналістки Леся Воронина та Тетяна Щербаченко.